# Oblast Novgorod
De oblast Novgorod (Russisch: Новгородская область, Novgorodskaja oblast) is een oblast (bestuurlijke eenheid) van Rusland. Het bestuurlijk centrum is de stad Veliki Novgorod.
De oppervlakte van de oblast Novgorod is 53.895 km². De bevolking bestond uit 694.355 inwoners bij de volkstelling van 2002, tegenover ongeveer 753.000 bij de volkstelling van 1989. De urbaniseringsgraad bedraagt 70%. Er zijn 10 steden binnen de oblast.

## Geografie
De oblast Novgorod grenst in het noorden en noordwesten aan de oblast Leningrad, in het oosten aan de oblast Vologda, in het zuidoosten en zuiden aan de oblast Tver en in het zuidwesten aan oblast Pskov.
Het westelijke deel bestaat uit laagland rond het Ilmenmeer, terwijl het oostelijke deel bestaat uit hoogland. Hier bevinden zich tevens de noordelijke uitlopers van de Waldaihoogte. Het hoogste punt wordt gevormd door de heuvel Ryzjocha (296 m).

## Demografie
| 1926      | 1939      | 1959    | 1970    | 1979    | 1989    | 2002    |
| --------- | --------- | ------- | ------- | ------- | ------- | ------- |
| 1.092.000 | 1.153.000 | 736.000 | 722.000 | 722.000 | 753.000 | 694.400 |

## Districten
De oblast Novgorod bestaat uit de volgende gemeentelijke districten:
- Batetski (Батецкий)
- Borovitsjski (Боровичский)
- Tsjoedovski (Чудовский)
- Demjanski (Демянский)
- Cholmski (Холмский)
- Chvojninski (Хвойнинский)
- Krestetski (Крестецкий)
- Ljoebytinski (Любытинский)
- Malovisjerski (Маловишерский)
- Marjovski (Марёвский)
- Mosjenskoj (Мошенской)
- Novgorodski (Новгородский)
- Okoelovski (Окуловский)
- Parfinski (Парфинский)
- Pestovski (Пестовский)
- Poddorski (Поддорский)
- Sjimski (Шимский)
- Soletski (Солецкий)
- Staroroesski (Старорусский)
- Valdajski (Валдайский)
- Volotovski (Волотовский)

## Politiek
Gouverneur Michail Proesak leidde de oblast van 1991 tot 2007. Daar hij echter conflicten had met de burgemeester van Novgorod en een deel van de lokale Doema-afgevaardigden, maar wel lid was van de kremlinpartij Verenigd Rusland, werd hij gezien als 'schadelijk voor de verkiezingen'. Hij werd vervangen door Sergej Mitin en kreeg een baan in het presidentiële bestuur aangeboden.

## Geboren
- Sergej Rachmaninov (1873-1943), componist, pianist en dirigent [2]
- Aleksandr Georgiejev (1975), grootmeester dammen